# Rete filoviaria di Firenze
La rete filoviaria di Firenze fu in esercizio nella città toscana dal 1937 al 1973.

## Storia
Con il fallimento della Società dei Tramways Fiorentini, azienda di diritto belga che dal 1879 operava il trasporto pubblico cittadino, nel 1934 il Comune di Firenze acquisì tutti i materiali e impianti tranviari affidando l'anno successivo alla Società Trasporti Urbani (STU) l'attuazione di un programma di potenziamento della rete che prevedeva la progressiva diffusione dei filobus e degli autobus, pur mantenendo parte della rete tranviaria per la quale il Comune stesso si era impegnato a finanziare il rinnovamento
.
La prima filovia fiorentina fu inaugurata l'11 novembre 1937, e collegava piazza del Duomo al paese di Settignano; negli anni successivi seguirono altre linee urbane e suburbane, che sostituirono in parte la rete tranviaria.
Dopo la seconda guerra mondiale, il 1º gennaio 1946, il servizio autofilotranviario fu municipalizzato con la costituzione dell'Azienda Tranvie ed Autofilovie Fiorentine (ATAF).
Il declino della rete iniziò a partire dal 1962 e fu accentuato dalla disastrosa alluvione del 1966; l'ultima linea cessò l'esercizio nel 1973.

## Linee
Nel 1958, alla cessazione dell'esercizio tranviario, la rete era composta di sette linee:
- 2 via Tavanti - Duomo
- 2r via Tavanti - Duomo
- 7 piazza San Marco - Fiesole
- 10 piazza San Marco - Settignano
- 21 Rifredi - Salviatino
- 23 zona industriale - la Colonna
- 25 piazza San Marco - Trespiano

## Mezzi
| Numeri sociali | Costruzione | Radiazione | Telaio           | Carrozzeria | Equipaggiamento elettrico | Note |
| -------------- | ----------- | ---------- | ---------------- | ----------- | ------------------------- | --- |
| 2001-2014      | 1937        | 1962       | Fiat 656F/121    | Cansa       | CGE                       | |
| 2015-2022      | 1938        | 1962       | Fiat 656F/121    | Cansa       | CGE                       | Venduti nel 1962 alla rete di Verona |
| 1-4            | 1939        | 1944       | Fiat 656F/125    | Cansa       | CGE                       | Noleggiati dalla rete di Sanremo; nel 1944 il numero 1 rientrò a Sanremo, mentre gli altri furono requisiti dalla Wehrmacht e prestarono servizio sulla rete di Innsbruck |
| 3001-3008      | 1950        | 1971       | Fiat 672F/122    | Cansa       | CGE                       | Un esemplare conservato dal 2000 al Museo Nazionale dei Trasporti |
| 3011-3014      | 1952        | 1971       | Fiat 672F/224    | Viberti     | CGE                       | |
| 3121-3130      | 1953        | 1971       | Alfa Romeo 140AF | Casaro      | CGE                       | 8 esemplari venduti nel 1972 alla rete di Atene; il n° 3126 conservato al Museo Nazionale dei Trasporti                                                                   |
| 2131-2139      | 1954        | 1973       | Fiat 668F        | Pistoiesi   | CGE                       | |
| 2201-2211      | 1957        | 1973       | Lancia V11       | Pistoiesi   | CGE                       | Venduti nel 1973 alla rete di Atene |
| 2140-2144      | 1952-1953   | 1973       | Fiat 668F        | Stanga      | TIBB                      | Acquistati nel 1968 dalla rete di Mestre |

## Una possibile rinascita
Il 13 luglio 2020 l'Ordine degli Ingegneri della provincia di Firenze ha proposto di istituire una linea filoviaria per via Senese verso il Galluzzo e la via Chiantigiana verso Grassina/Antella a sud di Firenze.